# 30. junij
30. junij je 181. dan leta (182. v prestopnih letih) v gregorijanskem koledarju. Ostaja še 184 dni.

## Dogodki
- 1651 – z zmago Poljakov nad ukrajinskimi kozaki se konča bitka pri Berestečku
- 1828 – papež Leon XII. z apostolskim pismom Locum beati Petri preuredi cerkveno upravo v Istri in Dalmaciji
- 1889 – v Ljubljani odkrit Ganglov spomenik Valentinu Vodniku
- 1893 – v JAR odkrijejo 995 karatni diamant Excelsior, do takrat največjega na svetu
- 1908 – ob 7:17 po lokalnem času trešči na območje sibirske reke Tunguska neznano vesoljsko telo, najverjetneje komet ali kamnit asteroid
- 1934 – v noči dolgih nožev pripadniki SS (zaščitni vod) pobijejo vodstvo SA (jurišni oddelek) in njenega poveljnika Ernsta Röhma
- 1941:
  - Italija in Slovaška napadeta ZSSR
  - Vichyjska Francija prekine diplomatske stike z ZSSR
- 1945 – Francija prizna poljsko vlado nacionalne enotnosti
- 1956 – 128 ljudi izgubi življenje ob trku dveh letal nad Grand Canyonom v Koloradu, ZDA
- 1960 – Demokratična republika Kongo postane neodvisna država
- 1971:
  - zaradi slabega ventila se zaduši celotna posadka Sojuza 11
  - s 26. dopolnilom ameriške ustave se zniža volilni prag na 18 let

## Rojstva
- 1470 – Karel VIII., francoski kralj († 1498)
- 1685 – Dominikus Zimmermann, bavarski arhitekt, štukater († 1766)
- 1722 – Jiři Antonín Benda, češki skladatelj († 1795)
- 1748 – grof Jean-Dominique Cassini, francoski astronom († 1845)
- 1749 – Lovro Janša, slovenski slikar († 1812)
- 1755 – Paul François Jean Nicolas Barras, francoski politik († 1829)
- 1789 – Émile Jean-Horace Vernet, francoski slikar († 1863)
- 1810 – Stanko Vraz, slovensko-hrvaški pesnik († 1851)
- 1812 – Ivan Aleksandrovič Gončarov, ruski pisatelj († 1891)
- 1817 – sir Joseph Dalton Hooker, angleški botanik, popotnik († 1911)
- 1845 – Ivan Kaus, primorski slovenski rimskokatoliški duhovnik v Slovenski krajini na Madžarskem († 1892)
- 1853 – Adolf Furtwängler, nemški arheolog († 1907)
- 1899 – Harry Shields, ameriški jazzovski klarinetist († 1971)
- 1911 – Czesław Miłosz, poljski pisatelj, pesnik, diplomat, nobelovec 1980 († 2004)
- 1926 – Paul Berg, ameriški biokemik, nobelovec 1980
- 1944 – Raymond Moody, ameriški parapsiholog
- 1947 – Ciril Ribičič, slovenski pravnik, politik
- 1955 – Egils Levits, latvijski politik in predsednik države
- 1963 – Lars Johann Yngwie Lannerbäck - Yngwie J. Malmsteen, švedski kitarist
- 1966 – Mike Tyson, ameriški boksar
- 1975 – Ralf Schumacher, nemški avtomobilski dirkač
- 1977 – Aljuš Pertinač, slovenski politolog in politik
- 1988 – Mitja Mežnar, slovenski smučarski skakalec
- 1994 – Leon Firšt, slovenski skladatelj in pianist

## Smrti
- 1109 – Alfonz VI., kralj Kastilije in Leona (* 1040)
- 1337 – Eleanor de Clare, angleška plemkinja, žena Hugha Despenserja mlajšega (* 1292)
- 1364 – Ernest iz Pardubic, češki nadškof (* 1297)
- 1522 – Johann Reuchlin, nemški humanist, filolog, hebrejist in filozof (* 1455)
- 1660 – William Oughtred, angleški astronom, matematik, škofovski minister (* 1575)
- 1857 – Alcide Charles Victor Marie Dessalines d'Orbigny, francoski znanstvenik (* 1802)
- 1942 – Sveti Leopold Mandić, hrvaški kapucin in svetnik (* 1866)
- 1961 – Lee De Forest, ameriški elektronik, izumitelj (* 1873)
- 1966 – Giuseppe Farina, italijanski avtomobilski dirkač (* 1906)
- 1971:
  - Viktor Ivanovič Pacajev, ruski kozmonavt (* 1933)
  - Georgij Timofejevič Dobrovoljski, ruski kozmonavt (* 1928)
  - Vladislav Nikolajevič Volkov, ruski kozmonavt (* 1935)
- 1984 – Lillian Florence Hellman, ameriška dramatičarka (* 1905)
- 1987 – Dare Ulaga, slovenski filmski in gledališki igralec (* 1931)
- 1995 – Georgij Timofejevič Beregovoj, ruski kozmonavt (* 1921)
- 2001 – Chet Atkins, ameriški country kitarist (* 1924)
- 2009 – Pina Bausch, nemška koreografinja (* 1940)

## Prazniki in obredi
- dan OKME Slovenske vojske